# Gilberto Milos
Gilberto Milos (nascut el 30 d'octubre de 1963 a São Paulo), és un jugador d'escacs brasiler, que té el títol de Gran Mestre des de 1988.
Tot i que roman inactiu des del març de 2017, a la llista d'Elo de la FIDE de l'abril de 2021, hi tenia un Elo de 2575 punts, cosa que en feia el jugador número 3 del Brasil, i el 42è millor jugador d'Amèrica. El seu màxim Elo va ser de 2644 punts, a la llista d'octubre de 2000 (posició 40 al rànquing mundial).
|  |

## Resultats destacats en competició
Milos ha estat sis cops cops Campió del Brasil, els anys 1984, 1985, 1986, 1989, 1994 i 1995. Els seus millors resultats en torneigs han estat les victòries a les edicions de 1987, 1998, 2005, i 2007 del Campionat de Sud-amèrica a Santiago de Xile, i el primer lloc a Buenos Aires 1988. El 2001 fou 3r al Campionat Sud-americà d'escacs (Torneig Zonal 2.4 de la FIDE), celebrat a São Paulo, rere el campió Giovanni Vescovi, i Darcy Lima (2n), i per davant de Rafael Leitão (4t).
El 1987 va participar en el torneig Interzonal de Szirak, a Hongria, dins el cicle pel campionat del món d'escacs de 1990, i hi acabà 14è (de 18).
Ha participat en diversos Torneigs pel Campionat del món de la FIDE: el 1998, 1999, 2000 i el 2002, però fou en totes les ocasions eliminat a les primeres rondes. El 2000, al Campionat del món de la FIDE per sistema K.O. jugat a Nova Delhi, fou eliminat a la segona ronda, per Aleksandr Morozévitx per 2:0. El mateix any, va quedar primer ex aequo a l'Obert d'escacs de Cappelle-la-Grande. El setembre de 2000 fou subcampió de la Copa del Món després de perdre la final contra Viswanathan Anand per 1½ a ½.
El 2005 ocupà els llocs 2n-7è a Buenos Aires, al Campionat Panamericà, rere Lázaro Bruzón, i empatat amb un grup de forts GMs, entre els quals hi havia entre d'altres Julio Granda, Alexander Onischuk, Giovanni Vescovi i Gata Kamsky, A finals de 2005, va participar en la Copa del món de 2005 a Khanti-Mansisk, un torneig classificatori per al cicle del Campionat del món de 2007, on tingué una mala actuació i fou eliminat en primera ronda per Darmén Sadvakàssov. També el 2005, fou subcampió del Brasil, rere Alexandr Fier.
El 2006 fou segon al Torneig 65 Anos da Federaçao a São Paulo, rere Alexandr Fier (1r) i Rafael Leitão (3r).

### Participació en olimpíades d'escacs
Milos ha participat, representant el Brasil, en deu edicions de les Olimpíades d'escacs en el període comprès entre 1982 i 2010.

## Partides notables

### Gilberto Milos vs Niaz Murshed
Gilberto Milos venç el GM Niaz Murshed a Groningen, 1997, contra una defensa siciliana.
1.e4 c5 2.Cf3 e6 3.d4 cxd4 4.Cxd4 Cc6 5.Cc3 Dc7 6.Ae2 a6 7.O-O Cf6 8.Rh1 Ab4 9.Ag5 Axc3 10.Axf6 gxf6 11.bxc3 d6 12.Dd2 Ad7 13.Tad1 Re7 14.f4 Tac8 15.Cb3 Tcd8 16.De1 Ca5 17.Cd4 h5 18.Dh4 Cc6 19.Cf3 Thg8 20.Cd2 Ca5 21.e5 dxe5 22.Ce4 Tg6 23.Axh5 Th6 24.Cxf6 Txf6 25.fxe5 Dxe5 26.Tde1 Dxc3 27.Tf3 Dxe1+ 28.Dxe1 Txf3 29.Axf3 Cc6 30.Dh4+ f6 31.Dh7+ Rd6 32.Dg7 f5 33.h4 1-0

### Michael Adams vs Gilberto Milos
Milos derrota amb negres el GM d'elit Michael Adams a Buenos Aires 1991, amb una obertura Ruy López:
1.e4 e5 2.Cf3 Cc6 3.Ab5 a6 4.Aa4 Cf6 5.O-O b5 6.Ab3 Ab7 7.d3 Ae7 8.c4 O-O 9.Cc3 bxc4 10.Axc4 d6 11.a3 Cd4 12.Ae3 c5 13.Tb1 Ac8 14.b4 Ag4 15.Axd4 cxd4 16.Cd5 Cxd5 17.Axd5 Tb8 18.h3 Ad7 19.Cd2 Rh8 20.Db3 Ag5 21.Cc4 Af4 22.Dd1 Dh4 23.De2 Dh6 24.Tb2 f5 25.g3 Ac1 26.Txc1 Dxc1+ 27.Rh2 f4 28.Tc2 fxg3+ 29.fxg3 Dh6 30.h4 Tf6 31.Dd2 Dh5 32.De2 Ag4 33.Dd2 h6 34.Ca5 Tbf8 35.Cc6 Tf1 36.Ce7 Ad1 0-1